# Temetőkápolna (Szentgotthárd)
A Temetőkápolna Szentgotthárdon található ciszterci alapítású kegyhely. Építésének pontos dátuma nem ismert, de annyi bizonyos, hogy már a heiligenkreuzi korszak előttről való. Az 1750-es években kriptává alakították, ahová a rend tagjai temetkeztek.

## Története és felépítése
A Szentgotthárd környékét ábrázoló 1734 körülről fennmaradt akvarell is bizonyítja, hogy mielőtt Heiligenkreuz megkapta volna a szentgotthárdi apátságot, már állt a kápolna, amit Szent Sebestyén és Szent Flórián tiszteletére emeltek. Az akkori kápolna toronynélküli volt Eberl Gotthárd apát egészítette ki a toronnyal és kriptával.

A kápolna belsejében található aranyozott faoltár is valamikor a század közepéről való, aminek predelláját a purgatórium faragványa díszíti, fölötte emelkedik a Kálvária. A feszület lábánál Mária Magdolna, két oldalt János evangélista és Szűz Mária. Az oltár 1765 körül készült és Josef Schnitzer osztrák fafaragó műve, melyet eredetileg az apátság épületének kriptájába szántak. 1780-ban II. József bezáratta az apátsági kriptát ezután került az oltár a Temetőkápolnába, de 1756-tól már temetkeztek ide rendi tagok. Két jeltelen sírkamrában nyugszik Mathias Gusner és Kaspar Schrezenmayer laikus fráter, akiknek jelentős szerepük volt az apátság feltámasztásában annak idején.
A kripta eredeti lejárója a kápolna nyugati oldalán, a szentély felőli első két gyámpillér között volt, amit 1861 októberében kívülről befalaztak és feltöltöttek. A kápolna külső falában egy 1806-ban elhunyt szentgotthárdi bíró és húsz ciszterci rendtag sírtáblái találhatók az 1861 és 1926 közötti időből.

1895-ben adományok révén felújították, aminek terve 1893. július 15-én a német származású Lang József építőmester tervei alapján készült el és 1895. március 31-én hagyta jóvá a rend.  A neogótikus stílusban újjáépített kápolnát színes ablaküvegekkel, a hajó és szentély falát színes historizáló, ornamentális festéssel díszítették.
A kápolna az egykori kaszagyár és a buszpályaudvar között helyezkedik el. A közelében található a szentgotthárdi Pável Ágoston Múzeum.

## Külső hivatkozás
- Szentgotthárd Nagyboldogasszony Plébánia – Temetőkápolna Archiválva 2009. február 25-i dátummal a Wayback Machine-ben